# Colin Stuart
Colin Stuart, född 8 juli 1982, är en amerikansk professionell ishockeyspelare som spelar för Vancouver Canucks i NHL. Han har tidigare representerat Buffalo Sabres och Atlanta Thrashers.
Stuart draftades i femte rundan i 2001 års draft av Atlanta Thrashers som 135:e spelare totalt.